# Lac de Valbona
Pour les articles homonymes, voir Valbona (homonymie).
Le lac de Valbona est situé dans la vallée homonyme, vallée latérale du val Scalve, sur le territoire administratif de Schilpario. 

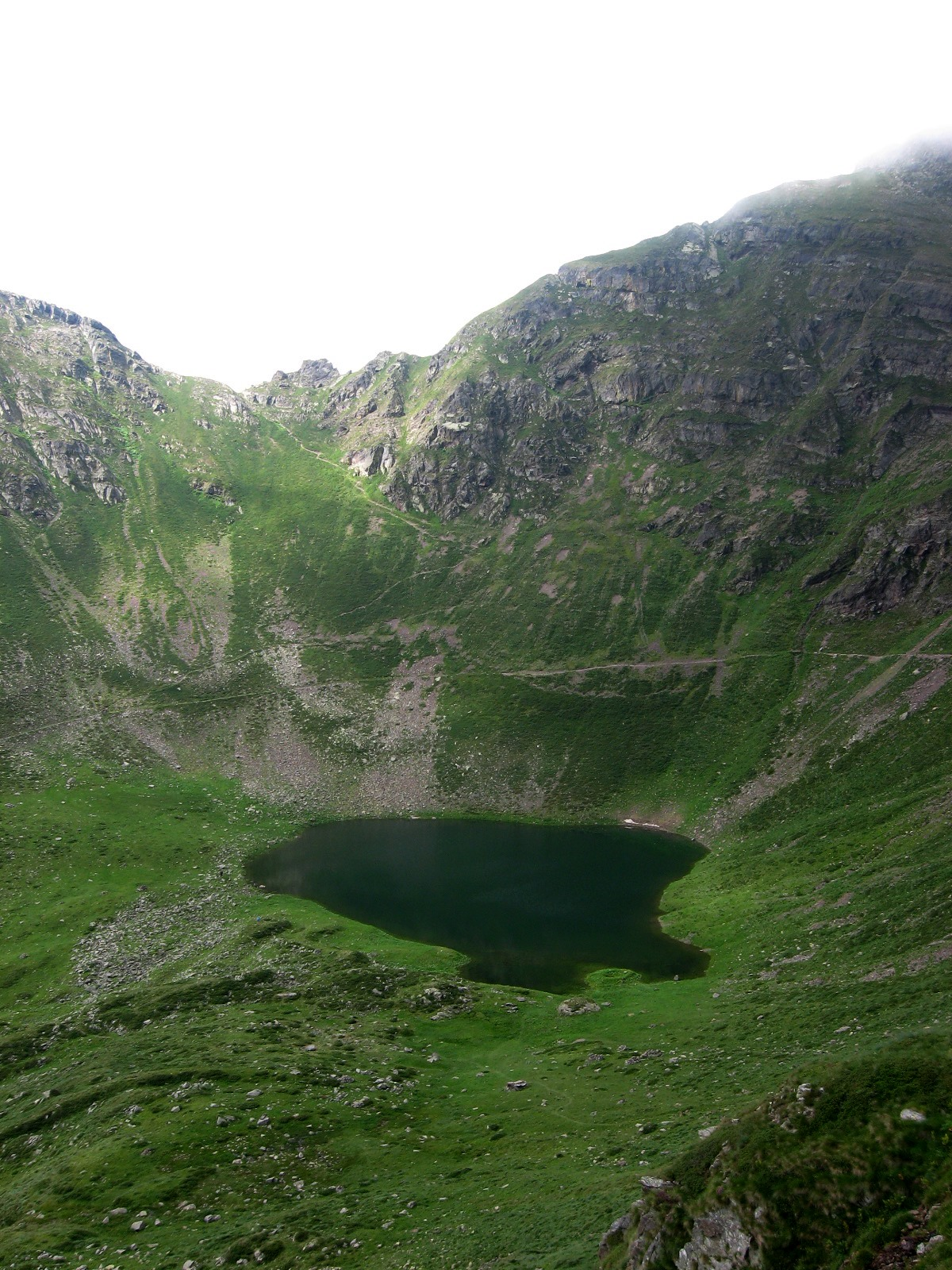
Le lac de Valbona vu d'en haut.

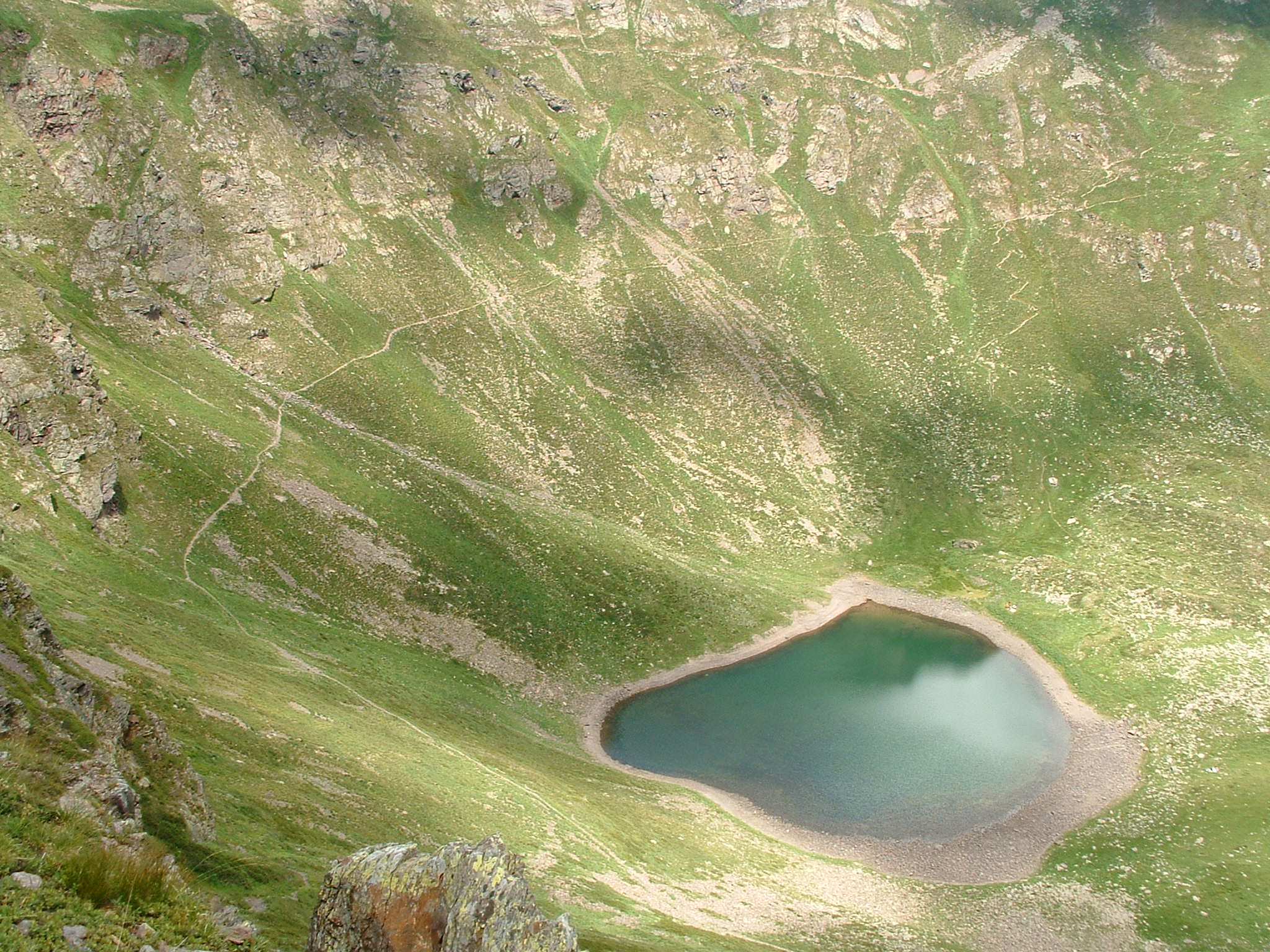
Une autre vue.

Le lac, d'une superficie d'environ 17 000 m2, se situe dans un bassin naturel dominé par les Monti Sellerino et del Matto. Il reçoit de l'eau provenant de la neige qui fond et des pluies fréquentes. Le ruisseau Valbona nait de ce lac. 
Il est facilement accessible par le sentier CAI no 416, qui commence au passo del Vivione et rejoint le passo del Gatto et les lacs de Venerocolo.